# Bernard Longpré
Bernard Longpré (* 1937 in Montreal; † 24. Juni 2002 ebenda) war ein kanadischer Animator, Filmregisseur und Maler.

## Leben
Longpré studierte am Institut des arts graphiques; zu seinen Lehrern gehörte Albert Dumouchel. Er wurde 1957 von René Jodoin an das National Film Board of Canada (NFB) geholt, wo er zunächst als Animator an Dokumentarfilmen und Lehrfilmen für das Ministry of Defence arbeitete. Zu seinen frühen Arbeiten als Animator gehören An Introduction to Jet Engines (1959) und Bandwith (1960) von René Jodoin. Sein Regiedebüt gab Longpré 1964 mit dem animierten Kurz-Lehrfilm Les restituteurs à bille de l’Antac. In seinem folgenden Kurzfilm Test 0558 experimentierte er mit den Möglichkeiten der Computeranimation.
Es folgten zahlreiche weitere Animationsfilme unterschiedlichster Animationstechniken, bei denen Longpré Regie führte, darunter der als Pixilation realisierte Film Monsieur Pointu, der 1976 für einen Oscar in der Kategorie Bester animierter Kurzfilm nominiert wurde. Sein letzter Film war Félicité aus dem Jahr 1989, der bereits seine Hinwendung zur Malerei deutlich machte. Lonpré zog sich 1989 aus dem Filmgeschäft zurück und war bis zu seinem Tod 2002 als Maler tätig.

## Filmografie
- 1964: Les restituteurs à bille de l'Antac
- 1965: Test 0558
- 1966: En février
- 1966: Dimensions
- 1968: L'évasion des carrousels
- 1969: Tête en fleurs
- 1970: Dimension soleils
- 1973: Nébule
- 1974: Branch et Branch
- 1975: Contes de la mère loi sur cinéma
- 1976: Monsieur Pointu
- 1980: Les naufragés du quartier
- 1985: La solution
- 1987: Itinéraire
- 1989: Félicité

## Nominierungen
- 1976: Oscarnominierung, Bester animierter Kurzfilm, für Monsieur Pointu